# The Snowman (película de 2017)

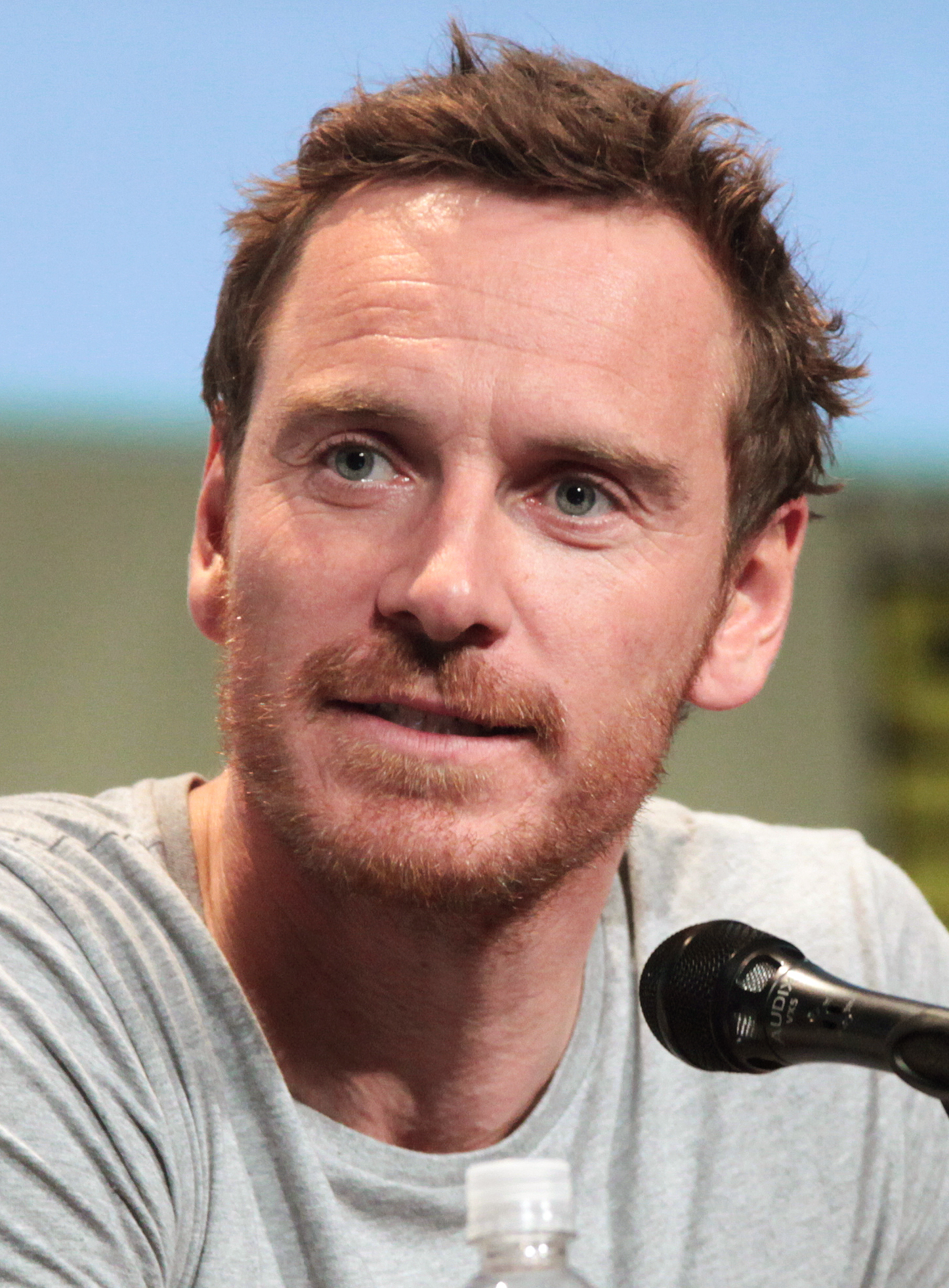
Michael Fassbender en la Comic Con Internacional de San Diego de 2015 en San Diego, California.

The Snowman (en España: El muñeco de nieve) es una película estadounidense de 2017, del género thriller, dirigida por Tomas Alfredson y protagonizada por Michael Fassbender, Rebecca Ferguson, Charlotte Gainsbourg y Jonas Karlsson.

## Sinopsis
En Oslo, tras una infancia traumática, donde pierde a su madre, el famoso detective Harry Hole (Michael Fassbender) investiga la desaparición de la madre de una niña. La única pista que se tiene es que su bufanda apareció colgada en un muñeco de nieve. Con la ayuda de un nuevo equipo policial, Harry tendrá que conectar este nuevo caso con otros antiguos para descubrir la verdad antes de la próxima nevada, pues se sospecha de que se trata de un asesino en serie.

## Reparto
- Michael Fassbender - Detective Harry Hole
- Rebecca Ferguson - Katrine Bratt
- Charlotte Gainsbourg - Rakel Fauke
- Val Kilmer - Gert Rafto
- J. K. Simmons - Arve Støp
- Toby Jones - Investigador Svenson
- David Dencik - Idar Vetlesen
- Ronan Vibert - DCI Gunnar Hagen
- Chloë Sevigny - Sylvia Ottersen/Ane Pedersen
- James D'Arcy - Filip Becker
- Genevieve O'Reilly - Birte Becker
- Peter Dalle - Jonas Lund-Helgesen
- Jamie Clayton - Edda
- Jakob Oftebro - Magnus Skarre
- Jonas Karlsson - Mathias Lund-Helgesen
- Sofia Helin - Sarah Kvensland
- Dinita Gohil - Linda

## Lanzamiento
La película se estrenó en el Festival Internacional de Cine de Haifa el 7 de octubre de 2017. Fue estrenada, en las salas de cine, el 13 de octubre de 2017 en el Reino Unido y el 20 de octubre de 2017 en los Estados Unidos.